# باكا (أمير)
باكا هو اسم أمير مصري. يُعرف بتمثاله المدمر. كما أنه محور نظرية تزعم أنه كان ملكًا لمصر لفترة قصيرة جدًا. لذا، قد يكون هو نفسه الملك المعروف باسم بيخيريس.

## الهوية
كان باكا أميرًا وابن الملك جدف رع. عاش وعمل خلال الأسرة المصرية الرابعة. حياته العائلية غير معروفة، وأسماء زوجاته وأبنائه مفقودة. بما أن أسماء ثلاثة أبناء آخرين لجدف رع، وهم ستكا، حارنيت، ونيكاو جدف رع، موثقة أثريًا، فمن المحتمل أن يكونوا إخوة باكا أو نصف إخوة. وبنات جدف رع، حتب حرس الثالثة ونفر حتبس، قد يكن أخوات باكا أو نصف أخواته. والدته غير معروفة أيضًا. قد تكون واحدة من زوجات جدف رع، خنتت كا أو حتب حرس الثانية، ولكن هذا غير مؤكد للغاية.

## الاحتمال بأن يكون قد حكم ملك
وفقًا لعالمي المصريات راينر شتادلمن وجورج ريزنر، من الممكن أن يكون باكا قد حكم مصر كملك لفترة قصيرة جدًا (ربما سنة أو سنتين). يستند افتراضهما إلى ما يسمى الهرم الشمالي غير المكتمل في زاوية العريان، الذي يقع في زاوية العريان. تم التخلي عن هذا الهرم غير المكتمل بعد فترة قصيرة من البدء ولم يتم العثور إلا على عدد قليل من نقوش العمال بالحبر الأسود. هذه النقوش تحتوي على اسم خرطوش ملكي، لكنه غير مقروء جزئيًا. يمكن التعرف على العلامة الأولى كعلامة كا، لكن العلامة التمهيدية الأولى تم نسخها من قبل ناقشي الهرم بشكل غير واضح، مما يجعلها غير قابلة للفهم. وفقًا لشتادلمن و ريزنر، العلامة الأولى تظهر كبشًا يمشي، كما هو الحال في اسم الميلاد للأمير. ببساطة وضع باكا اسمه المدني في خرطوش ملكي خلال حياته، ولكن بعد وفاته تم تغيير الاسم إلى باكارع ("روح وكا رع"). في التواريخ اليونانية القديمة تم تحويل اسم باكا إلى بيخيريس. لهذا السبب، يسمى البئر الجنائزي غير المكتمل في زاوية العريان أيضًا "هرم بيخيريس".
هذه النظرية ليست مقبولة بشكل عام. إيدان دودسون مقتنع بأن التصوير يظهر حيوان ست الجالس، وقراءة الاسم الملكي كـ ست كا ("ست هو كا الخاص بي"). في هذه الحالة، كان ستكا قد تبع والده على العرش.